# Aïn Azel
Aïn Azel è un comune dell'Algeria, situato nella provincia di Sétif.